# Suma Awards
Die Suma Awards (Eigenschreibweise SUMA Awards oder SUMA-Awards) waren von 2008 bis 2015 jährlich verliehene Kulturpreise des deutschen Netzkultur-Vereins Suma e. V. Seit 2018 sind die Preise umgewandelt in Stipendien für Studierende an deutschen Universitäten und Hochschulen.

## Strukturen
Die Suma-Awards wurden laut Satzung „für Arbeiten oder Projekte verliehen, die Wesentliches für ein gutes Leben in einer digitalen Welt leisten“. Seit 2018 werden die Awards in Form von Stipendien an Studierende verliehen. Für den Erhalt eines SUMA-Stipendiums ist darüber hinaus entscheidend, dass das Thema der Arbeit von genereller Bedeutung für die Suchmaschinen-Technologie ist.
Das Stipendium kann mit maximal 1000,- Euro pro Monat für einen Zeitraum bis zu maximal einem Semester (6 Monate) bewilligt werden. Hierbei ist die wirtschaftliche Situation des Bewerbers/ der Bewerberin nicht entscheidend – eine Bewerbung kann auch erfolgreich sein, wenn der Bewerber/ die Bewerberin schon anderweitig finanzielle Unterstützung erhält.

## Preisträger
- 2008: 1. www.opportuno.de Job-Suchmaschine Opportuno von Michael und Andreas Bogen; 2. www.oamos.com/ Medienkunst-Suchmaschine Oamos crossmediales nutzergesteuertes Internet-Werkzeug; 3. Das Lied vom Datenkraken der Fun-Punk-Gruppe Die Betakteten.
- 2009: 1. de.eyeplorer.com/ EyePlorer: Suchmaschinentechnologie der vionto GmbH mit grafischer Darstellung semantisch verwandter Begriffe und Themenkategorien; 2. fdmbx.org/ das Freedombox Search Project in Afghanistan; 3. www.neocer.de/ Medienkunst neocer von Marc Löhe und Pascal Bovee
- 2010: 1. newsclub.de/bundestag/ die Open-Government-Suchmaschine "NewsClub im Bundestag" erschließt die zuvor nicht übers Internet durchsuchbaren Redebeiträge im Deutschen Bundestag; 2. www.linguee.de/ das Online-Wörterbuch Linguee; 3. die Dissertation Sociotechnical practices of communicating medical knowledge via the web and their epistemic implications. Sonderpreise gingen an die wissenschaftliche Suchmaschine BASE und an die Satire Google Home View (heute-show) von Martin Sonneborn.[3]
- 2011: 1. liquidfeedback.org/ LiquidFeedback: ein Werkzeug für die digitale Demokratie. 2. l3t.eu/ das Open Access Lehrbuch L3T; 3. washabich.de/ Übersetzung medizinischer Befunde in verständliche Sprache.
- 2012: www.religionen-entdecken.de – informiert Kinder sachhaltig unter anderem über sechs Weltreligionen.[4]
- 2013: "Der Überwachungsstaat", eine auf YouTube veröffentlichte Video-Arbeit des Filmemachers Manniac.
- 2014: freenetproject.org/ das Freenet-Projekt, ein effektiver Schutz gegen Überwachung, Kontrolle und Zensur.[5]
- 2015: 1. NSA-Whistleblower Edward Snowden für seine Aufklärungsarbeit 2. das Projekt pretty Easy privacy; 3. das Projekt PRISM Break, das jeweils Alternativen für gängige Software-Produkte auflistet, die die Privatsphäre schützen.[6]

## Belege
1. ↑  siehe Homepage
2. ↑  BMBF Stipendienlotse / SUMA-EV, Verein für freien Wissenszugang / SUMA-Stipendium. Abgerufen am 14. März 2019.
3. ↑  Wolfgang Sander-Beuermann: Kommt DATAPEACE? Pressemitteilung. SuMa-eV, 7. Oktober 2010, archiviert vom Original; abgerufen am 23. Juli 2022.
4. ↑  Jo Bager: Kirche im Netz: Zwischen religiöser FAQ und Hasskommentaren. In: Heise News. 5. Dezember 2012, abgerufen am 3. März 2016.
5. ↑  Jo Bager: SUMA Award für das Freenet Project. In: Heise News. 12. Februar 2015, abgerufen am 3. März 2016.
6. ↑  Detlef Borchers: Suma-Award für NSA-Whistleblower Edward Snowden. In: Heise News. 3. März 2016, abgerufen am 3. März 2016.